# Трофимов, Виталий Васильевич
Виталий Васильевич Трофимов (04.12.1919 — 13.03.2008) — инженер речного флота, лауреат Государственной премии СССР (1979).

## Биография
Окончил механический факультет Горьковского института инженеров водного транспорта (ГИИВТ) в 1942 году.
- В 1942—1967 годах работал групповым механиком на судоремонтном заводе, главным инженером Горьковского агентства местного флота, начальник службы промышленных предприятий ВВРП, главным инженером Горьковского районного управления Волжского грузового речного пароходства, заместителем начальника Волжского грузового пароходства, главным инженером ВОРП, начальником Камского речного пароходства.
- 1967—1988 — заместитель министра речного флота РСФСР, первый заместитель министра речного флота РСФСР.
- 1988—1996 — заместитель председателя Научно-технического Совета Минречфлота РСФСР.

## Награды, поощрения
Государственная премия СССР (1979) — за создание и внедрение автоматических сцепных устройств для толкания судов и большегрузных составов.
Почетный работник транспорта России. Награждён орденами Ленина, Трудового Красного Знамени, «Знак Почёта» и медалями. В связи с 80-летием со дня рождения в 4.12.1999 награждён Почетной грамотой Правительства Российской Федерации.

## Труды
В.Трофимов. Автоматические сцепные средства для толкания судов и большегрузных составов //Ежегодник Большой Советской Энциклопедии. 1980. Выпуск двадцать четвертый. С. 533-534